# Join The Joyride! World Tour
Join the Joyride! World Tour fue la tercera gira de conciertos del dúo pop sueco Roxette. Fue la primera gira que incorporó fechas fuera de Escandinavia. Fue organizada en apoyo del tercer álbum de estudio de la banda, Joyride (1991). Se realizó un total de 100 shows en Europa, Australia y América. El grupo de rock canadiense Glass Tiger apoyó a Roxette en todas las fechas europeas, mientras que en las fechas de Canadá y Estados Unidos colaboraron sus colegas de pop canadienses World on Edge y West End Girls.
En los shows de Buenos Aires, Argentina la banda soporte estuvo a cargo de Fabiana Cantilo, quien invitó a sumarse al conocido artista Charly García.

## Setlist
Esta lista de canciones es representativa del espectáculo inaugural de la gira el 4 de septiembre de 1991 en Helsinki, Finlandia.
1. "Hotblooded"
2. "Dangerous"
3. "Fading Like a Flower (Every Time You Leave)"
4. "Church of Your Heart"
5. "Sleeping Single"
6. "Spending My Time"
7. "Watercolours in the Rain"
8. "Paint"
9. "Knockin' on Every Door"
10. "Dance Away"
11. "The Big L."
12. "Things Will Never Be the Same"
13. "It Must Have Been Love"
14. "Dressed for Success"
15. "Soul Deep"
16. "The Look"
17. "(Do You Get) Excited?"
18. "Joyride"
19. "Listen to Your Heart"
20. "Perfect Day"

## Fechas del tour
| Join the Joyride! Tour              | Join the Joyride! Tour | Join the Joyride! Tour | Join the Joyride! Tour                    | Join the Joyride! Tour |
| Fecha                               | Ciudad                 | País                   | Lugar                                     | Teloneros              |
| Europa                              | Europa                 | Europa                 | Europa                                    | Europa                 |
| ----------------------------------- | ---------------------- | ---------------------- | ----------------------------------------- | ---------------------- |
| 4 de septiembre de 1991             | Helsinki               | Finlandia              | Jäähalli                                  | Glass Tiger            |
| 6 de septiembre de 1991             | Norrköping             | Suecia                 | Himmelstalundshallen                      | Glass Tiger            |
| 7 de septiembre de 1991             | Karlskoga              | Suecia                 | Nobelhallen                               | Glass Tiger            |
| 8 de septiembre de 1991             | Skövde                 | Suecia                 | Billingehov                               | Glass Tiger            |
| 10 de septiembre de 1991            | Uppsala                | Suecia                 | Metallåtervinning Arena                   | Glass Tiger            |
| 11 de septiembre de 1991            | Borlänge               | Suecia                 | Kupolen                                   | Glass Tiger            |
| 13 de septiembre de 1991            | Gävle                  | Suecia                 | Gavlerinken Arena                         | Glass Tiger            |
| 14 de septiembre de 1991            | Umeå                   | Suecia                 | Ishallen                                  | Glass Tiger            |
| 17 de septiembre de 1991            | Halmstad               | Suecia                 | Halmstad Arena                            | Glass Tiger            |
| 18 de septiembre de 1991            | Lund                   | Suecia                 | Olympen                                   | Glass Tiger            |
| 20 de septiembre de 1991            | Stockholm              | Suecia                 | Globen Arena                              | Glass Tiger            |
| 21 de septiembre de 1991            | Stockholm              | Suecia                 | Globen Arena                              | Glass Tiger            |
| 23 de septiembre de 1991            | Stockholm              | Suecia                 | Globen Arena                              | Glass Tiger            |
| 24 de septiembre de 1991            | Jönköping              | Suecia                 | Jönköping Concert Hall                    | Glass Tiger            |
| 27 de septiembre de 1991            | Oslo                   | Noruega                | Oslo Spektrum                             | Glass Tiger            |
| 28 de septiembre de 1991            | Gotenburgo             | Suecia                 | Escandinavia                              | Glass Tiger            |
| 29 de septiembre de 1991            | Gotenburgo             | Suecia                 | Escandinavia                              | Glass Tiger            |
| 30 de septiembre de 1991            | Copenhague             | Dinamarca              | Falkoner Center                           | Glass Tiger            |
| 4 de octubre de 1991                | Róterdam               | Países bajos           | Rotterdam Ahoy                            | Glass Tiger            |
| 5 de octubre de 1991                | Hamburg                | Alemania               | Alsterdorfer Sporthalle                   | Glass Tiger            |
| 6 de octubre de 1991                | Hannover               | Alemania               | Music Hall                                | Glass Tiger            |
| 7 de octubre de 1991                | Düsseldorf             | Alemania               | Mitsubishi Electric Halle                 | Glass Tiger            |
| 8 de octubre de 1991                | Múnich                 | Alemania               | Olympiahalle                              | Glass Tiger            |
| 9 de octubre de 1991                | Zürich                 | Suiza                  | Hallenstadion                             | Glass Tiger            |
| 11 de octubre de 1991               | Kiel                   | Alemania               | Sparkassen-Arena                          | Glass Tiger            |
| 12 de octubre de 1991               | Essen                  | Alemania               | Grugahalle                                | Glass Tiger            |
| 13 de octubre de 1991               | Frankfurt              | Alemania               | Festhalle                                 | Glass Tiger            |
| 15 de octubre de 1991               | Brussels               | Bélgica                | Forest National                           | Glass Tiger            |
| 17 de octubre de 1991               | Birmingham             | Inglaterra             | NEC Arena                                 | Glass Tiger            |
| 18 de octubre de 1991               | Edinburgh              | Escocia                | Ingliston                                 | Glass Tiger            |
| 19 de octubre de 1991               | Londres                | Inglaterra             | Wembley Arena                             | Glass Tiger            |
| 20 de octubre de 1991               | Londres                | Inglaterra             | Wembley Arena                             | Glass Tiger            |
| 24 de octubre de 1991               | Linz                   | Austria                | TipsArena                                 | Glass Tiger            |
| 25 de octubre de 1991               | Vienna                 | Austria                | Wiener Stadthalle                         | Glass Tiger            |
| 26 de octubre de 1991               | Innsbruck              | Austria                | Olympia Eishalle                          | Glass Tiger            |
| 28 de octubre de 1991               | Berlin                 | Alemania               | Deutschlandhalle                          | Glass Tiger            |
| 29 de octubre de 1991               | Berlin                 | Alemania               | Deutschlandhalle                          | Glass Tiger            |
| 1 de noviembre de 1991              | Hannover               | Alemania               | Stadionsporthalle                         | Glass Tiger            |
| 2 de noviembre de 1991              | Mannheim               | Alemania               | Maimarkthalle                             | Glass Tiger            |
| 4 de noviembre de 1991              | Colonia                | Alemania               | Sporthalle                                | Glass Tiger            |
| 5 de noviembre de 1991              | Róterdam               | Países bajos           | Rotterdam Ahoy                            | Glass Tiger            |
| 8 de noviembre de noviembre de 1991 | Madrid                 | España                 | Raimundo Saporta Pavilion                 | Glass Tiger            |
| 9 de noviembre de 1991              | Barcelona              | España                 | Palau dels Esports                        | Glass Tiger            |
| 12 de noviembre de 1991             | Lucerna                | Suiza                  | Festhalle                                 | Glass Tiger            |
| 13 de noviembre de 1991             | Zürich                 | Suiza                  | Hallenstadion                             | Glass Tiger            |
| 14 de noviembre de 1991             | Zürich                 | Suiza                  | Hallenstadion                             | Glass Tiger            |
| 16 de noviembre de 1991             | Dortmund               | Alemania               | Westfalenhallen                           | Glass Tiger            |
| Australia                           |                        |                        |                                           | Glass Tiger            |
| 25 de noviembre de 1991             | Perth                  | Australia              | Perth Entertainment Centre                |                        |
| 26 de noviembre de 1991             | Perth                  | Australia              | Perth Entertainment Centre                |                        |
| 29 de noviembre de 1991             | Adelaida               | Australia              | Adelaide Entertainment Centre             |                        |
| 3 de diciembre de 1991              | Melbourne              | Australia              | National Tennis Centre                    |                        |
| 4 de diciembre de 1991              | Melbourne              | Australia              | National Tennis Centre                    |                        |
| 7 de diciembre de 1991              | Sídney                 | Australia              | Sydney Entertainment Centre               |                        |
| 8 de diciembre de 1991              | Sídney                 | Australia              | Sydney Entertainment Centre               |                        |
| 9 de diciembre de 1991              | Sídney                 | Australia              | Sydney Entertainment Centre               |                        |
| 11 de diciembre de 1991             | Brisbane               | Australia              | Brisbane Entertainment Centre             |                        |
| 13 de diciembre de 1991             | Sídney                 | Australia              | Sydney Entertainment Centre               |                        |
| Norteamérica                        |                        |                        |                                           |                        |
| 14 de febrero de 1992               | Vancouver              | Canadá                 | Pacific Coliseum                          | World on Edge          |
| 15 de febrero de 1992               | Seattle                | United States          | Paramount Theatre                         | World on Edge          |
| 17 de febrero de 1992               | Calgary                | Canadá                 | Olympic Saddledome                        | World on Edge          |
| 18 de febrero de 1992               | Edmonton               | Canadá                 | Northlands Coliseum                       | World on Edge          |
| 20 de febrero de 1992               | Saskatoon              | Canadá                 | SaskTel Centre                            | World on Edge          |
| 22 de febrero de 1992               | Winnipeg               | Canadá                 | Winnipeg Arena                            | World on Edge          |
| 23 de febrero de 1992               | Minneapolis            | Estados Unidos         | Orpheum Theatre                           | West End Girls         |
| 25 de febrero de 1992               | Chicago                | Estados Unidos         | Riviera Theatre                           | West End Girls         |
| 26 de febrero de 1992               | St. Louis              | Estados Unidos         | Fox Theatre                               | West End Girls         |
| 28 de febrero de 1992               | Detroit                | Estados Unidos         | Fox Theatre                               | West End Girls         |
| 29 de febrero de 1992               | Pittsburgh             | Estados Unidos         | Sewall Center                             | West End Girls         |
| 1 de marzo de 1992                  | Fairfax                | Estados Unidos         | Patriot Center                            | West End Girls         |
| 3 de marzo de 1992                  | Toronto                | Canadá                 | Maple Leaf Gardens                        | West End Girls         |
| 4 de marzo de 1992                  | Montreal               | Canadá                 | Montreal Forum                            | West End Girls         |
| 5 de marzo de 1992                  | New York City          | Estados Unidos         | Beacon Theatre                            | West End Girls         |
| 7 de marzo de 1992                  | Boston                 | Estados Unidos         | Orpheum Theatre                           | West End Girls         |
| 8 de marzo de 1992                  | Upper Darby            | Estados Unidos         | Tower Theatre                             | West End Girls         |
| 10 de marzo de 1992                 | Atlanta                | Estados Unidos         | Fox Theatre                               | West End Girls         |
| 13 de marzo de 1992                 | Arlington              | Estados Unidos         | Six Flags Over Texas                      | West End Girls         |
| 15 de marzo de 1992                 | Mesa                   | Estados Unidos         | Mesa Amphitheatre                         | West End Girls         |
| 17 de marzo de 1992                 | San Diego              | Estados Unidos         | Spreckels Theater                         | West End Girls         |
| 18 de marzo de 1992                 | San Francisco          | Estados Unidos         | The Warfield                              | West End Girls         |
| 20 de marzo de 1992                 | Los Ángeles            | Estados Unidos         | Universal Amphitheatre                    | West End Girls         |
| Latinoamérica                       |                        |                        |                                           |                        |
| 25 de marzo de 1992                 | Ciudad de México       | México                 | Auditorio Nacional                        |                        |
| 26 de marzo de 1992                 | Ciudad de México       | México                 | Auditorio Nacional                        |                        |
| 21 de abril de 1992                 | Montevideo             | Uruguay                | Estadio Centenario                        |                        |
| 23 de abril de 1992                 | Asunción               | Paraguay               | Estadio Defensores del Chaco              |                        |
| 25 de abril de 1992                 | Santiago               | Chile                  | Estadio San Carlos de Apoquindo           |                        |
| 28 de abril de 1992                 | Tucumán                | Argentina              | Estadio La Ciudadela                      |                        |
| 30 de abril de 1992                 | Córdoba                | Argentina              | Estadio Chateau Carreras                  |                        |
| 2 de mayo de 1992                   | Buenos Aires           | Argentina              | José Amalfitani Stadium                   |                        |
| 3 de mayo de 1992                   | Buenos Aires           | Argentina              | José Amalfitani Stadium                   |                        |
| 6 de mayo de 1992                   | Porto Alegre           | Brasil                 | Gigantinho                                |                        |
| 9 de mayo de 1992                   | Río de Janeiro         | Brasil                 | Praça da Apoteose                         |                        |
| 12 de mayo de 1992                  | Belo Horizonte         | Brasil                 | Estacionamento Shopping Del Rey           |                        |
| 15 de mayo de 1992                  | São Paulo              | Brasil                 | Sambódromo do Anhembi                     |                        |
| Join the Summer Joyride! Tour       |                        |                        |                                           |                        |
| Europa                              |                        |                        |                                           |                        |
| 25 de junio de 1992                 | London                 | Inglaterra             | Wembley Arena                             | Clouseau               |
| 27 de junio de 1992                 | Brussels               | Bélgica                | Forest National                           | Clouseau               |
| 28 de junio de 1992                 | 's-Hertogenbosch       | Países bajos           | Brabanthallen                             | Clouseau               |
| 29 de junio de 1992                 | París                  | Francia                | Le Zénith                                 | Clouseau               |
| 1 de julio de 1992                  | Berlín                 | Alemania               | Waldbühne                                 | Clouseau               |
| 3 de julio de 1992                  | Stuttgart              | Alemania               | Hanns-Martin-Schleyer-Halle               | Clouseau               |
| 4 de julio de 1992                  | Bielefeld              | Alemania               | Bielefelder Alm                           | Clouseau               |
| 5 de julio de 1992                  | Ringe                  | Dinamarca              | Midtfyns Festival                         | Clouseau               |
| 8 de julio de 1992                  | Budapest               | Hungría                | Kisstadion                                | Clouseau               |
| 9 de julio de 1992                  | Vienna                 | Austria                | Neusedlersee                              | Clouseau               |
| 11 de julio de 1992                 | Zürich                 | Suiza                  | Hardturm Stadium                          | Clouseau               |
| 12 de julio de 1992                 | Salzburg               | Austria                | Residenzplatz                             | Clouseau               |
| 15 de julio de 1992                 | Dortmund               | Alemania               | Westfalenhallen                           | Clouseau               |
| 17 de julio de 1992                 | Sheffield              | Inglaterra             | Sheffield Arena                           | Clouseau               |
| 18 de julio de 1992                 | Glasgow                | Escocia                | Scottish Exhibition and Conference Centre | Clouseau               |
| 22 de julio de 1992                 | Stockholm              | Suecia                 | Sjöhistoriska Museet                      | Clouseau               |